# Upper Memory Area

Области памяти IBM PC

Upper Memory Area (UMA), Upper Memory Blocks (UMB), неформально верхняя память — 384 килобайта памяти, расположенные после основной памяти по адресам от А000016 (640 Кб) до FFFFF16 (1024 Кбайт, 1 Мбайт). Особенность IBM PC-совместимых архитектур.

## Описание
IBM зарезервировала верхнюю область памяти своего компьютера IBM PC для ПЗУ материнской платы и дополнительных устройств и ОЗУ, а также портов ввода-вывода, адресуемых как память (Memory-Mapped Input/Output). Эта область памяти называется UMA и находится между адресами A000016 (640 Кбайт) и FFFFF16 (1 Мбайт).
Например, в этой области памяти находятся ОЗУ и ПЗУ EGA-совместимого видеоадаптера и окно отображения расширенной памяти.
Верхняя память условно разделена на три области по 128 Кбайт. Стандартное распределение верхней памяти выглядит таким образом:
- A0000h…BFFFFh — отведено под видеопамять, чаще всего используется не полностью.
- C0000h…DFFFFh — отведено для BIOS'ов адаптеров (Adapter ROM, Adapter RAM).
- E0000h…FFFFFh — отведено под использование системного BIOS, но в большинстве случаев используется не полностью (чаще всего заняты последние 64 Кбайта).

## Использование
В реальной системе не вся зарезервированная область памяти (UMA) оказывается распределена. Компьютеры с процессором 80386 и выше способны отображать дополнительную память на свободные участки UMA. Таким образом формируются блоки верхней памяти (Upper Memory Block, UMB), которые могут отдаваться под контроль ОС и распределяться между приложениями.
MS-DOS 5.0 и выше поддерживает управление UMB. Для этого в её состав входят драйверы HIMEM.SYS и EMM386.EXE (с помощью которых в режиме виртуального 8086 на UMA отображается дополнительная память) и команды dos=umb, devicehigh и loadhigh. Чтобы отобразить дополнительную память на UMA и активировать функции управления UMB, надо добавить в файл CONFIG.SYS следующие строки:
```
device = HIMEM.SYS
device = EMM386.EXE NOEMS
dos = UMB
devicehigh = … (этот драйвер будет загружен в UMB)

```

Существовали также драйверы для отображения в UMB теневого ОЗУ в реальном режиме процессора используя функции чипсета .
Резидентные программы могут загружаться в UMB с помощью loadhigh. Однако не все приложения корректно работают, будучи загруженными в UMB.
Кроме того, любое приложение может самостоятельно перенести себя или часть своих данных в UMB, воспользовавшись функцией DOS 58xx.
Поскольку во время загрузки приложение может занимать больше памяти, чем его резидентная часть, в DOS, как правило, выделяется блок максимального размера. В результате UMA оказывается сильно фрагментированной и, даже если суммарный объём свободной памяти в блоках будет больше необходимого, приложение может не поместиться ни в один свободный блок. Для оптимального заполнения UMA должен подбираться порядок загрузки драйверов и резидентных программ и задействован расширенный синтаксис команд devicehigh и loadhigh (с помощью которого можно указывать, в какой блок загружать программу).

## Путаница названий
Слово англ. upper обычно переводят на русский как «верхний» («расположенный наверху»), но и слово high может переводиться как «верхний» (или «высокий» — «находящийся вверху»). С этим связано множество неточностей при переводе названий Upper Memory Area (Upper Memory Block) и High Memory Area.
В результате, в русскоязычной литературе продолжают использоваться оригинальные англоязычные написания — UMB и HMA (аббревиатура UMA практически не прижилась).
Кроме того, команды devicehigh и loadhigh, несмотря на слово high в названии, загружают программы в UMB, а не HMA. HMA DOS использует только для загрузки своего ядра (если использована команда dos=high или dos=high,umb).